# Cherán
El municipi de Cherán és un dels 113 municipis en què es troba dividit l'estat mexicà de Michoacán. És un dels municipis habitats per comunitats purépetxes i la seva capçalera és el poble de Cherán.

## Toponímia
Cherán significa «lloc de tepalcates». Alguns estudiosos donen el significat de «espantar» que prové de «cherani».

## Història
Cherán és una població que va existir abans que es formés l'imperi tarasco i va ser dels primers llocs conquerits per Hiquíngare i Tanganxoana a les ordres de Tariácuri, qui tenia afany d'estendre el seu domini i conformar un imperi.

### Conquesta
Durant la conquesta espanyola, a Michoacán van arribar missioners franciscans que van formar grans hisendes productives servint-se de mà d'obra indígena. El 1533, amb l'arribada dels espanyols Cherán es rebatejà amb el nom de San Francisco Cherán, atorgant-li el títol real per Carles V. És probable que els primers en arribar a Cherán fossin els frares Martín de Jesús i Juan de San Miguel, perquè van ser els primers evangelitzadors d'aquesta regió, tot i això, hi ha notícies de Fra Jacobo Daciano, que va romandre en aquest lloc durant algun temps i, segurament, va ser qui va construir una església en el mateix lloc on es troba l'actual. Fou constituït com a municipi per llei territorial del 20 de novembre de 1861.

## Geografia
El municipi de Cherán es troba localitzat al centre de l'estat de Michoacán, a la regió denominada com la Meseta Purépetxa i es considera una de les principals zones habitades pel poble purépetxa. Té una extensió territorial de 221.88 quilòmetres quadrats, les seves coordenades extremes són 19° 38' - 19° 51' de latitud nord i 101° 52' - 102° 08' de longitud oest, i la seva altitud fluctua entre un màxim de 3299 metres i un mínim de 2200 metres sobre el nivell del mar. Limita al nord-est amb el municipi de Zacapu, al sud-est amb el municipi de Nahuatzen, al sud i sud-oest amb el municipi de Paracho i al nord-oest amb el municipi de Chilchota.

### Orografia i hidrologia
Cherán té un territori muntanyenc i accidentat per trobar-se enclavat a la Meseta Tarasca i solcat per l'Eix Neovolcànic, les seves elevacions aconsegueixen una altitud màxima de 3299 metres sobre el nivell del mar i entre les seves principals elevacions estan els turons denominats com el Tecolote, San Marcos, La Virgen i Pilón.
El municipi està solcat únicament per corrents menors en forma de rierols que descendeixen de les elevacions del terreny cap a les valls, entre els principals hi ha el Arroyo El Pilón que passa per la capçalera municipal. Tot el territori municipal es troba a la Conca del riu Lerma-Chapala i a la Regió hidrològica Lerma-Santiago.

### Clima i ecosistemes
En tot el municipi de Cherán el clima que es registra es troba classificat com temperat subhumit amb pluges a l'estiu, de major humitat. La temperatura mitjana anual es registra en tres zones climàtiques: la zona est té una temperatura entre 12 i 14 °C, la zona intermèdia i majoritària en el municipi registra un rang entre 14 i 16 °C i, finalment, a l'extrem oest és de 16 a 24 °C. La precipitació pluvial anual de tot el municipi és de 1000 a 1200 mm.

### Recursos naturals
En el municipi predomina el bosc mixt amb pi i quercus i prada amb huisache, nopal i mezquite. La seva fauna està conformada per tlacuache, mapache, gat salvatge, Bassarisc de cua anellada, esquirol, armadillo, llebre, coiot, tórtora nord-americana i xarxet comú, mentre que la superfície forestal és ocupada per pi, quercus i oyamel.

## Demografia

Principals localitats del municipi

D'acord amb els resultats del Cens de Població i Habitatge, realitzat el 2010 per l'Institut Nacional d'Estadística i Geografia, la població total del municipi de Cherán és de 18141 habitants, dels quals 8701 són homes i 9440 són dones.

### Localitats
El municipi de Cherán s'integra per 15 localitats, les principals són les següents:
| Localitat                   | Població |
| Total Municipi              | 18141    |
| Cherán                      | 14245    |
| Tanaco                      | 2947     |
| Casimiro Leco (El Cerecito) | 512      |

## Política

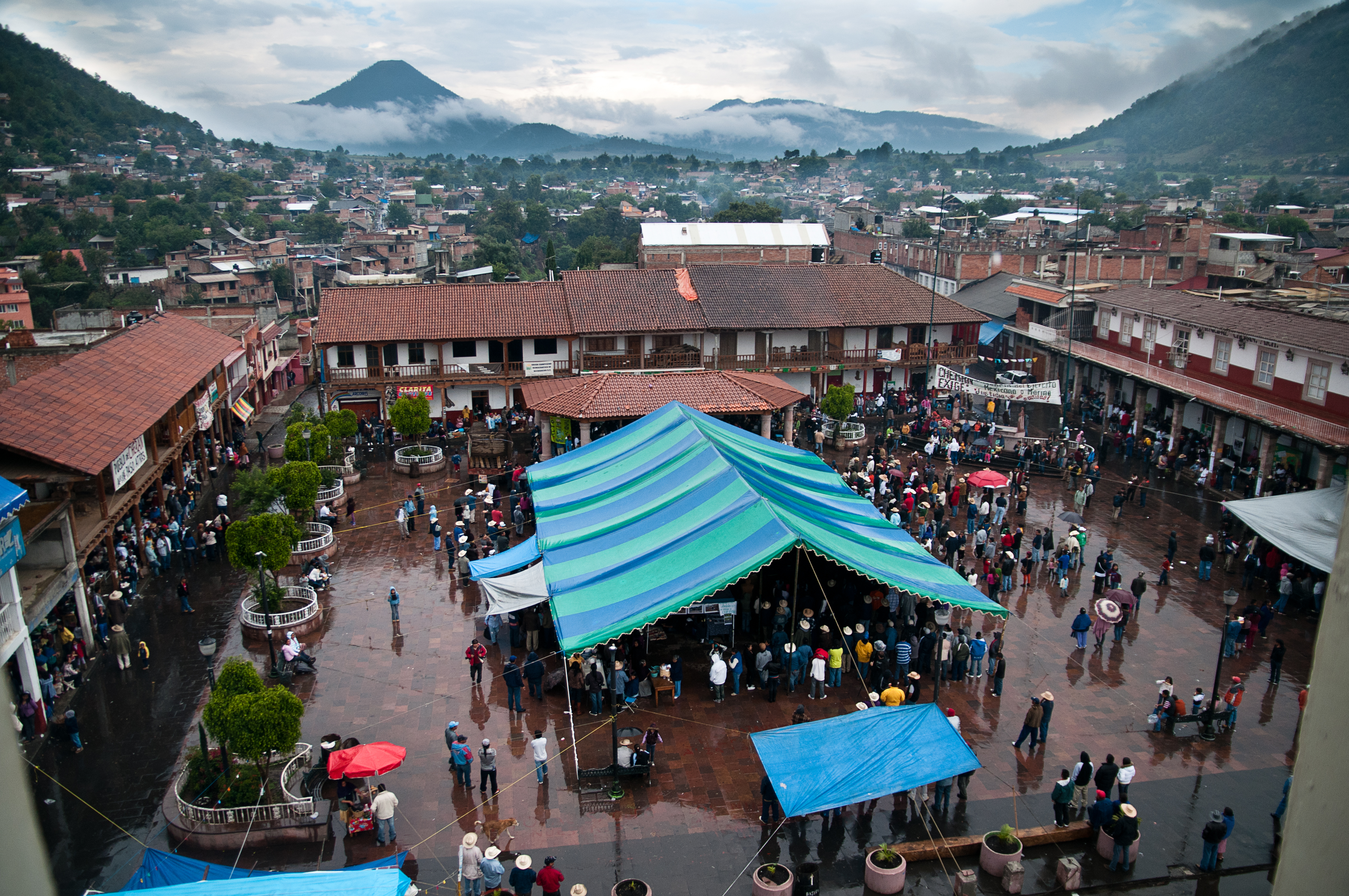
Plaça central de Cherán

Fins al 2011, el govern del municipi corresponia, com en tots els municipis de Mèxic, a l'Ajuntament electe mitjançant vot universal, directe i secret per a un període de tres anys, no reelegibles per al període immediat però si de forma no contínua, conformat pel President municipal, un síndic i el cabildo integrat per set regidors, quatre electes per majoria i tres pel principi de representació proporcional. Tots començaven a exercir el seu càrrec el dia 1 de gener de l'any següent a la seva elecció;
No obstant això, arran d'un moviment ciutadà que va portar a la cancel·lació de les eleccions constitucionals del 13 de novembre de 2011, i d'acord amb una resolució del Tribunal Electoral del Poder Judicial de la Federació, Cherán tria el seu ajuntament sense intervenció dels partits polítics mitjançant el sistema d'usos i costums, fet confirmat en ser aprovat per majoria ciutadana en la consulta popular del 18 de desembre del mateix any en què 4844 van votar a favor i 7 en contra, tot i el rebuig dels pobladors de Santa Cruz Tanaco que es van negar a participar en la consulta i van demanar la seva segregació del municipi.

### Govern per usos i costums
El matí del 15 d'abril de 2011, un grup de 10 dones del municipi purépetxa de Cherán, van detenir una del centenar de camionetes, en una part de la comunitat coneguda com El calvario, que tots els dies creuaven el poble transportant fusta robada dels boscos on es troba el brollador que proveïx d'aigua la comunitat. Les dones no van usar cap vehicle per tancar el pas als talamontes, tampoc armes ni van planejar cap emboscada, l'únic instrument que amb què van enfrontar els criminals va ser el seu cos.
Aquell 15 d'abril a la tarda, la major part dels 18000 habitants del poble es va reunir al voltant de fogates que van instal·lar fora de les seves cases. Segons la constitució política de Mèxic, les comunitats indígenes tenen el dret d'un govern segons els seus propis usos i costums tradicionals, va ser així com en les primeres setmanes del moviment, van expulsar els talamontes il·legals, a la policia conxorxada amb el crim, al president municipal i a tots els partits polítics.

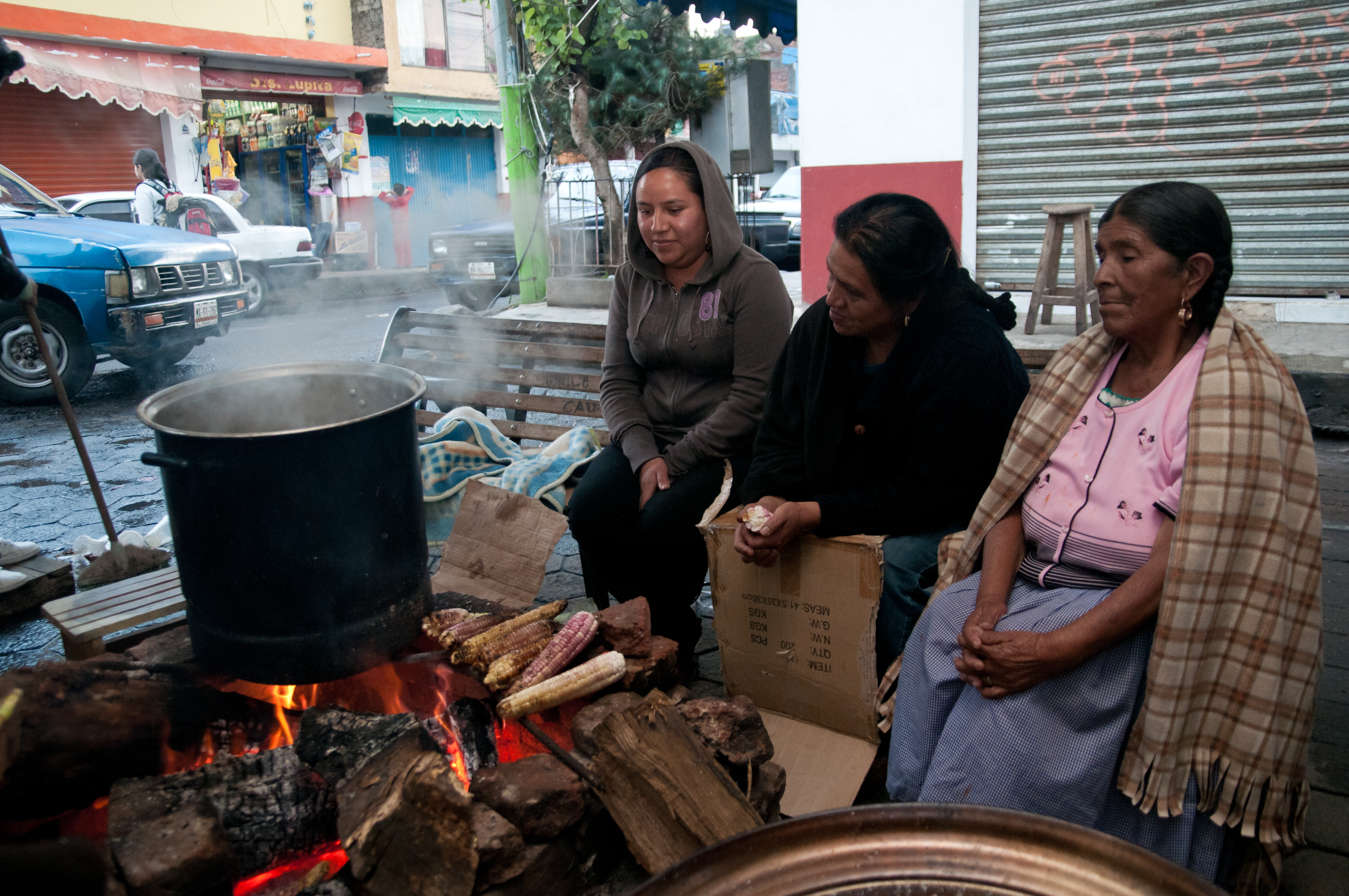
Les fogates, punts centrals de defensa i alerta en l'autogovern de Cherán

### Procés d'autogovern
L'exigència principal del poble de Cherán era la seguretat, la justícia i la resolució del territori. El sentir comú de la gent era que no volien seguir amb el sistema de partits polítics perquè havia dividit la comunitat, fet que va comportar que el poble va esclatés i expulsés les autoritats. El 2011, la comunitat va crear una Coordinació general de caràcter provisional, que incloïa la comissió política, la de queviures, la de barris, la de premsa i la de vigilància. La comunitat creia que per la via legal hi havia poques esperances i imaginaven com seria el camí per a seguir resistint i per a construir el seu propi projecte d'autonomia.
El 2011, els habitants de Cherán van organitzar una forma democràtica de govern que va desafiar les formes de fer política. La Suprema Cort de Justícia de la Nació va aprovar una controvèrsia constitucional que va permetre a Cherán regir-se per usos i costums. Van triar en vot públic un Consell Major format per dotze notables anomenats Keri's («grans») tots ells proposats primer en les seves respectives fogates, triats en les seves assemblees de barri i designats per l'assemblea general.
En conseqüència, el 30 de novembre el Congrés de Michoacán va nomenar formalment al Consell municipal que, prèviament electe en assemblees comunitàries pels habitants, assumiria el govern del municipi entre l'1 de gener i el 5 de febrer de 2012. El 22 de gener els habitants van triar qui estaria en el Consell mitjançant el mètode d'usos i costums, i el 5 de febrer va prendre possessió el Consell Major fruit d'una lluita i una sentència emesa pel Tribunal Electoral del Poder Judicial de la Federació, amb la intenció que el nou govern fos un projecte del que la comunitat es fes responsable i d'impulsar la seguretat, la justícia i la democràcia.

### Ronda comunitària

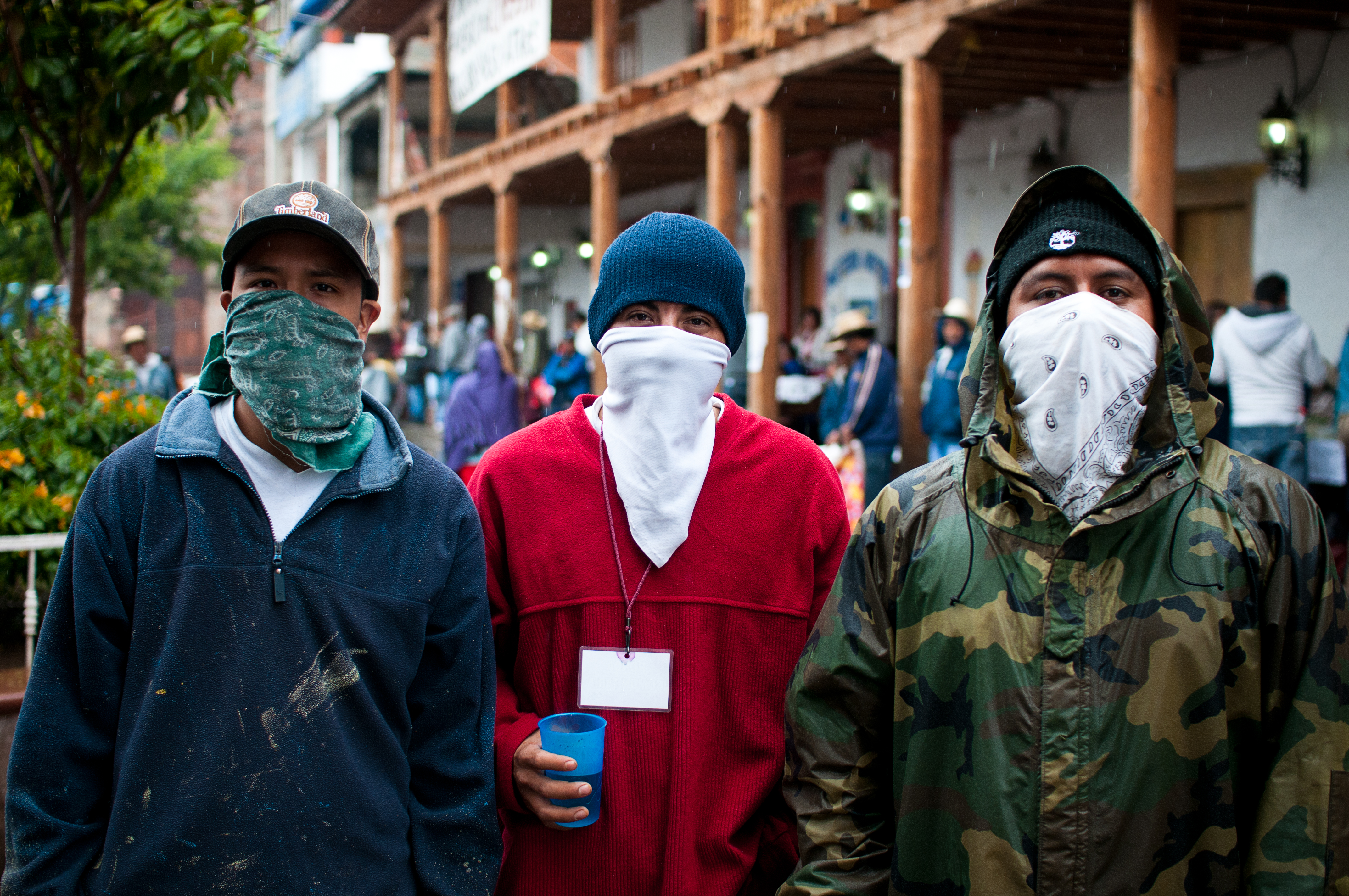
Els joves de Cherán vigilen els carrers amb els rostres coberts per evitar represàlies per part dels talamontes i el crim organitzat

Durant nou mesos, la comunitat va mantenir un «auto-segrest» i es va fer càrrec de la seguretat, la justícia, l'alimentació, el proveïment d'aigua i de queviures, i de totes les decisions polítiques en el que fou un exercici permanent d'autogestió. Es va acordar que tots els comuners havien de participar en la vigilància de les cantonades i dels punts estratègics, i es va conformar una policia comunitària que vigilava l'ordre, la disciplina i sancionaria amb treball comunitari als infractors de les regles internes del poble, especialment pel que fa a la prohibició d'ingerir alcohol i de talar la muntanya. Les rondes es van activar i a cada barri es van integrar en grups de voluntaris, després de nou mesos de conflicte, en entrar el govern comunal, es va plantejar una compensació econòmica per als membres de la «ronda comunitària», que no van haver de ser triats pels barris -com va succeir amb la resta de consells operatius- perquè ja s'havien guanyat la confiança de la comunitat.

### Subdivisió administrativa
El govern interior dels municipis correspon als caps de tinença i als encarregats de l'ordre que són elegits per plebiscit per a un període de tres anys, a més, a Cherán existeixen una prefectura de tinença.

### Representació legislativa
Per a l'elecció de diputats al Congrés de Michoacán i a la Cambra de diputats, el municipi de Cherán es troba integrat en els següents districtes electorals:
Local:
- VII Districte Electoral Local de Michoacán amb capçalera a la ciutat de Zacapu.[21]

Federal:
- VII Districte Electoral Federal de Michoacán amb capçalera a la ciutat de Zacapu.[22]

## Cultura
Cherán és un poble en el qual es respira tranquil·litat i lluita i que conformen la identitat cultural de la comunitat. Tanmateix, les festes també han estat una activitat de cohesió i una forma de recordar als seus avantpassats.

### Festes populars
Del l'1 al 6 de gener es commemora cap d'any i reis, de març a abril Setmana Santa, el 24 de juny dia de Sant Joan Baptista i el 4 d'octubre és la festa patronal dedicada a Sant Francesc d'Assís.

### Tradicions
Per cap d'any i reis es realitza la dansa dels negrets; el 2 de febrer, la dansa dels vellets; a la festa de Sant Francesc Assís, la dansa dels moros; l'1 i 2 de novembre, als panteons, el Corpus Christi, es fa una desfilada on els homes carreguen bresques de mel i les dones porten vestits finament brodats.

### Artesania i gastronomia
L'artesania que més es produeix a la comunitat són peces de fusta, guitarres, maraques, io-ios i baleros. La fusta tornejada per a columnes i portes és molt característica de la regió. També es confeccionen tèxtils com bruses de manta teixida amb ganxo i desfilats o relindos, i davantals brodats en punt de creu amb fil d'un sol color.